# I Jesu Kristi namn vi ber
I Jesu Kristi namn vi ber är en doppsalm med text skriven 1964 av Fred Kaan och bearbetad 1977 och 1982 av Britt G. Hallqvist. Musiken är svensk från 1697.

## Publicerad som
- Nr 385 i Den svenska psalmboken 1986 under rubriken "Dopet".
- Nr 736 i Svensk psalmbok för den evangelisk-lutherska kyrkan i Finland (1986) under rubriken "Sånger för kyrkliga förrättningar Dop".